# Музей Петра Калнишевського
Музей Петра Калнишевського відкритий 14 жовтня 2006 року. Розташований у Пустовійтівському будинку культури  за адресою: Сумська область, Роменський район, с. Пустовійтівка, пров. Центральний, 4 та входить до складу історико-культурного заповідника «Посулля».

## Експозиція
Експонати музею розміщені у чотирьох залах.
Серед експонатів артефакти скіфської та слов'янської доби, кераміка черняхівської культури, стародавні портрети гетьманів України.
В колекції зброї XVII—XVIII століть зокрема представлені козацькі гармата та мортира.
Найціннішим експонатом є напрестольне Євангеліє, яке подарував  П. Калнишевський Пустовійтівському храму Святої Трійці, відоме як «Євангеліє Калнишевського».
Також в музеї відтворений інтер'єр соловецького тюремного каземату, де 25 років знаходився ув'язнений отаман.  
Окрема виставка присвячена відомим уродженцям краю.